# Figaro (Renato Zero)
Figaro è un singolo del cantautore italiano Renato Zero, pubblicato nel 1999 come quinto estratto dall'album Amore dopo amore.

## Descrizione
Figaro è stata composta da Renato Zero e Stefano Senesi ed è la canzone che chiude l'album bestseller Amore dopo amore.
Estratta come quinto singolo, fu pubblicata su CD Single Promo (Radio Edit) ed entrò in rotazione radiofonica nel febbraio 1999. Non fu mai edita su CD singolo vendibile al pubblico, come accaduto per i precedenti quattro singoli estratti dal disco, a causa dell'uscita, pochi mesi dopo, di Si sta facendo notte, brano inedito che anticipò l'album live Amore dopo amore, tour dopo tour. Con l'interruzione radiofonica del brano, cessò anche la promozione di Amore dopo amore, il cui successo non diminuì neanche dopo l'uscita del live.
Il brano racconta in maniera romantica e figurativa il processo creativo del cantautore ed il suo rapporto con i fans.
Con i suoi 7 minuti e 51 secondi (quasi 8 minuti) è il brano più lungo dell'album Amore dopo amore.

## Tracce
1. Figaro (Radio Edit) – 4:31